# Pat Mahomes
Patrick Lavon "Pat" Mahomes Sr., född 9 augusti 1970 i Bryan, Texas, är en amerikansk före detta professionell basebollspelare. Han var kastare (pitcher) i Major League Baseball (MLB) mellan 1992 och 2003.

## Karriär
Mahomes debuterade i MLB med Minnesota Twins 1992 och spelade därefter för flera klubbar, däribland Boston Red Sox, New York Mets, Texas Rangers, Chicago Cubs och Pittsburgh Pirates. Han avslutade sin karriär inom professionell baseboll med spel i minor leagues samt i Japan och oberoende ligor.

## Familj
Pat Mahomes är far till Patrick Mahomes II, född 1995, som är en framstående quarterback i NFL och spelar för Kansas City Chiefs. Den yngre Mahomes har vunnit flera Super Bowl-titlar och betraktas som en av sin generations största talanger inom amerikansk fotboll.